# Sharp PC-1245
Sharp PC-1245 (PC-1245) је био џепни рачунар фирме Шарп (Sharp) који је почео да се производи у Јапану током 1983. године.
Користио је 8-битни Sharp SC61860 CMOS микропроцесорску јединицу а RAM меморија рачунара је имала капацитет од 2,2 KB – али само 1486 бајтова је било доступно за Бејсик програме. 

## Детаљни подаци
Детаљнији подаци о рачунару PC-1245 су дати у табели испод.
|                       | |
| [ 1 ]                 | |
| Произвођач            | Шарп |
| Тип                   | џепни рачунар                                                                                                  |
| Меморија              | 2,2 - 1486 бајтова доступно за Бејсик програме                                                                 |
| Поријекло             | Јапан |
| Година                | 1983 |
| Тастатура             | 52 тастера, QWERTY калкулаторски тип са нумпадом                                                               |
| Процесор              | 8-битни |
| Фреквенција процесора | 576 |
| RAM                   | 2,2 - 1486 бајтова доступно за Бејсик програме                                                                 |
| ROM                   | 24 KB |
| Текст                 | показивач са текућим кристалом - 1 линија x 16 знакова. 5x7 матрица тачака                                     |
| Графика               | нема |
| Боја                  | монохроматски монитор са текућим кристалом, сиви приказ                                                        |
| Звук                  | контрола преко централног процесора пиезоелектрични звучник, фиксна фреквенција и трајање преко Бејсик команде |
| Димензије             | 135 (ширина) x 70 (дубина) x 9,5 (висина) / 115 са батеријама                                                  |
| Портови               | |
| Оперативни систем     | |